# راب برت
راب برت (به انگلیسی: Rob Barrett) (متولد ژانویه ۱۹۶۹) است. او نوازنده ریتم گیتار برای گروه دث متال کنیبال کورپس می باشد و در حال حاضر ساکن تمپا فلوریدا است. او در سال ۱۹۹۳ به گروه پیوست و در سال ۱۹۹۷ آن را ترک کرد، اما در سال ۲۰۰۵ دوباره به گروه ملحق شد. او بعضی از آهنگ‌های کنیبال کورپس را به تنهایی یا به کمک اعضاء گروه ساخته است که از جمله آنها می توان به "نفرت مطلق" ، "او می خواست این را" و "برهنه، مورد تجاوز قرار گرفته و خفه شده" را ساخته است. او در سال ۱۹۹۷ در آلبوم قصاص که نقطه عطفی برای گروه دث متال مالولنت کریشن بود، لید گیتار را بر عهده داشت. بعد در همان سال او کنیبال کورپس پیوست و در مدت کوتاهی پس از آن گروه آلبوم آرامگاه مثله شده را ضبط کرد و همچنین  او در تور مرگ یکپارچه حضور داشت. اگر چه او در سال ۱۹۹۷ گروه را ترک کرد اما در سال ۲۰۰۵ و به جای جک اوون که به گروه دوم خود ادریفت رفت و سپس به دیساید پیوست، به گروه بازگشت. او همچنین با دین گیتارز نیز همکاری می کند .
وی همچنین نوازندگی گیتار و خوانندگی در آلبوم سولستیک از گروه سولستیک را بر عهده داشته است.
برت نواختن گیتار در آلبوم رودرانر یونایتد را برعهده داشته است و صدای ساز او در آهنگ قانون اساسی شنیده می شود.